# بات أوبراين (سياسي)
بات أوبراين هو سياسي كندي، ولد في 13 يناير 1948 في لندن في كندا. حزبياً، نشط في الحزب الليبرالي الكندي. وقد انتخب عضو مجلس العموم الكندي.